# Geoffrey Thomas Bennett

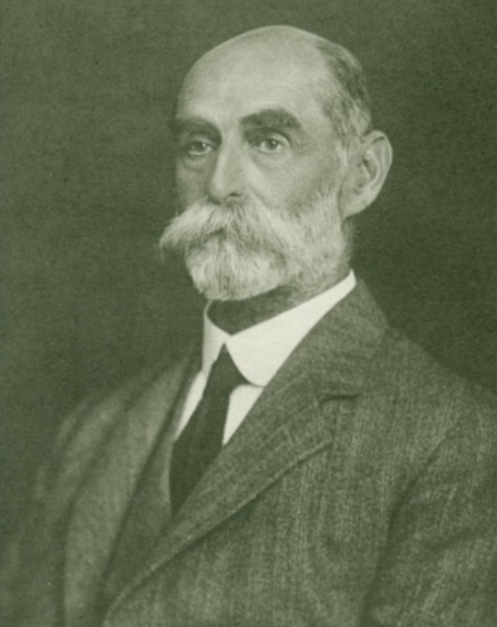
Imagem do matemático britânico Geoffrey Thomas Bennett.

Geoffrey Thomas Bennett (Londres, 30 de junho de 1868 - Cambridge, 11 de outubro de 1943) foi um matemático britânico.
Foi eleito membro da Royal Society em 1914.
Foi palestrante convidado do Congresso Internacional de Matemáticos em Cambridge (1912: The balancing of the four-crank engine).